# Mark R. Mullins

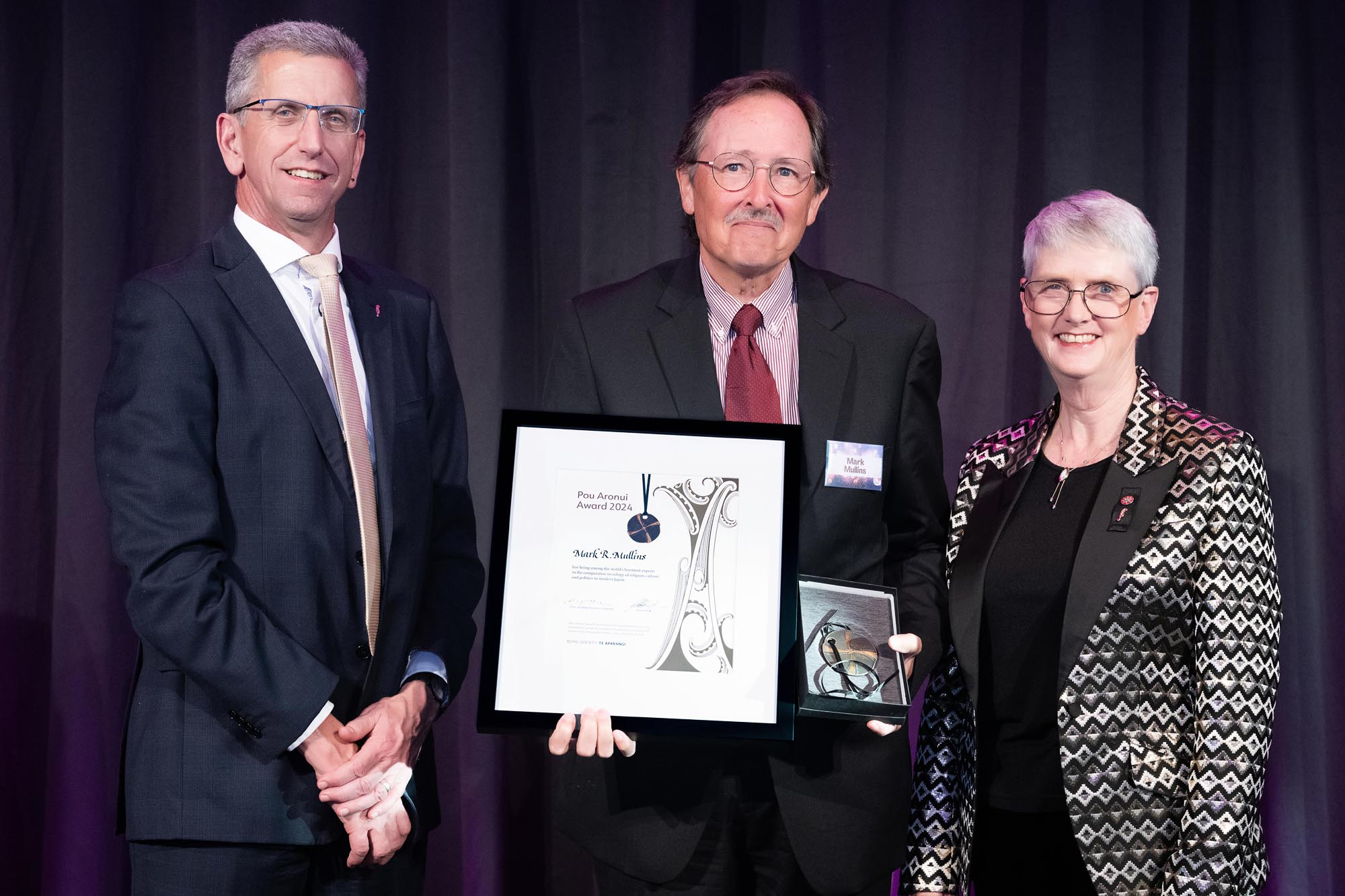
Mark R. Mullins (Mitte) bei der Auszeichnung mit dem Pou Aronui Award der Royal Society of New Zealand im Jahr 2024

Mark Richardson Mullins (* 12. Juni 1954) ist ein Japanologe und Religionswissenschaftler sowie Professor an der University of Auckland, der vor allem zu Religion und speziell dem Christentum in Japan und Ostasien publiziert hat.

## Leben

### Ausbildung
Mullins absolvierte 1977 ein grundständiges Studium an der University of Alabama, Tuscaloosa und ein weiterführendes 1980 am Regent College in Vancouver. Im Jahre 1985 promovierte er an der McMaster University mit einer Dissertation über Minority Churches Among Japanese Canadians: A Sociological Study.

### Akademischer Werdegang
Er begann seine akademische Karriere 1986 an der privaten Shikoku Gakuin University in Zentsuji als Assistant Professor, wo er bis 1989 blieb. Anschließend wirkte er bis 1994 zunächst als Assistant und Associate Professor an der Meiji-Gakuin Universität in Tokyo. Ebendort wurde er 1994 auf eine Professur für Religionssoziologie und Christliche Studien berufen. Von dieser ging er 2002 an die Sophia-Universität und lehrte als Professor bis 2013 an der Graduate School of Global Studies and Faculty of Liberal Arts. Zu diesem Zeitpunkt verlegte er seinen Forschungsstandort aus Japan nach Neuseeland. Hier wurde er Professor an der University of Auckland und Director des Japan Studies Centre.
Zwischen 1989 und 2007 nahm er befristete Lehraufträge an der Universität Tokio, Nanzan-Universität, International Christian University, am Tokyo-Campus der Temple University und an der Kokugakuin University in Tokyo wahr. Daneben war er von 1996 bis 1997 Honorary Visiting Fellow am Centre for the Study of Christianity in the Non-Western World der University of Edinburgh und im Jahr 2008 Visiting Scholar am Asian-Pacific Studies Institute and Department of Religion der Duke University im amerikanischen North Carolina.
Darüber hinaus war er von 2016 bis 2023 Senior Research Fellow an der Universität Leipzig im Zusammenhang der Kolleg-Forschungsgruppe multible secularities.
Von 2010 bis 2012 war er Herausgeber der Monumenta Nipponica.
Mullins Forschung beschäftigt sich mit Religionssoziologie insbesondere japanischer Religionen, dem Christentum in Japan und Ostasien sowie Neuen religiösen Bewegungen und dem Verhältnis von Staat und Religion im modernen Japan.

## Ehrungen
- 2019 mittlerer Orden der Aufgehenden Sonne am Band[4]
- 2024 Pou Aronui Award der Royal Society of New Zealand[5]

## Veröffentlichungen (Auswahl)
- Religious minorities in Canada. A sociological study of the Japanese experience. Mellen, Lewiston 1989, ISBN 0-88946-195-3.
- mit Susumu Shimazono und Paul Loren Swanson (Hrsg.): Religion and society in modern Japan. Selected readings. Asian Humanities Press, Berkeley, Calif. 1993, ISBN 978-0895819369.
- Christianity made in Japan. A study of indigenous movements. University of Hawai'i Press, Honolulu 1998, ISBN 978-0824821326.
- mit Robert Kisala (Hrsg.): Religion and social crisis in Japan. Understanding Japanese society through the Aum affair. Palgrave, Basingstoke 2001, ISBN 978-0-333-77269-0.
- als Hrsg.: Handbook of Christianity in Japan. Brill, Leiden 2003, ISBN 978-90-04-13156-9.
- als Hrsg.: Critical readings on Christianity in Japan. 4 Bände, Brill, Leiden, Boston 2015, ISBN 978-90-04-23514-4.
- mit Kōichi Nakano (Hrsg.): Disasters and social crisis in contemporary Japan. Political, religious, and sociocultural responses. Palgrave Macmillan, Houndmills, Basingstoke 2016, ISBN 978-1-137-52131-6.
- Yasukuni fundamentalism. Japanese religions and the politics of restoration. University of Hawaiʻi Press, Honolulu 2021, ISBN 978-0-8248-8901-2.